# &
&（ampersand，and sign）是「和」、「与」之代表符号。这个符号源于法文及拉丁文的et的连写。

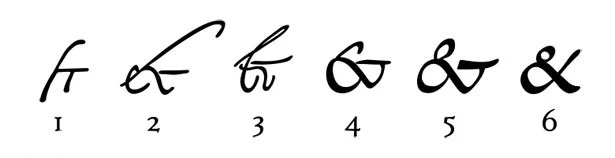
et 变为 & 的演化过程

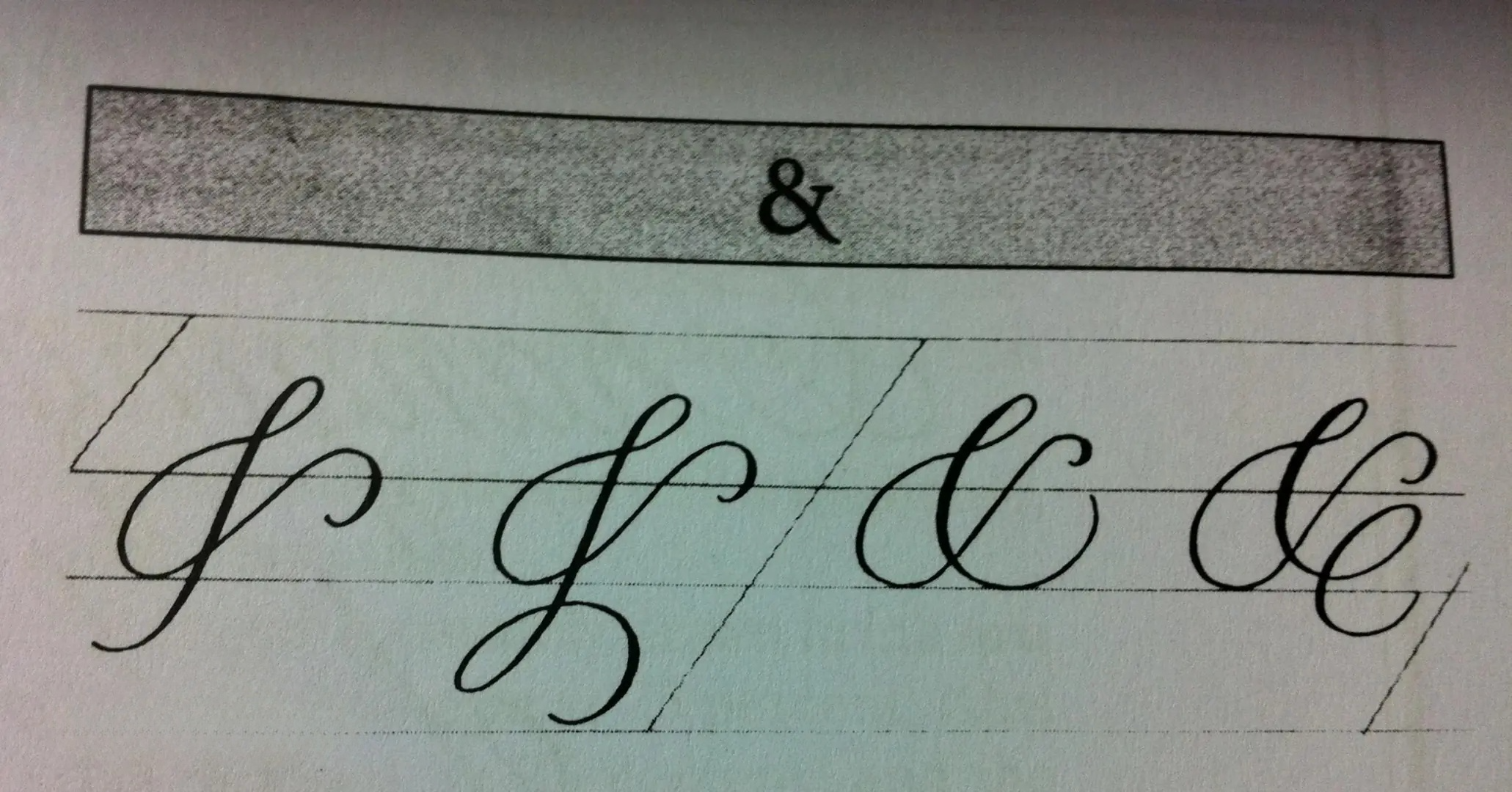
手写的“&”

## Unicode
在Unicode标准中，该字符的名称是 AMPERSAND，编号为 U+0026。
除 U+0026 以外，它还有以下变体：
| 符号 | Unicode 编码 | Unicode 名称                      | 解释                            | 所属区段       |
| ---- | ------------ | --------------------------------- | ------------------------------- | -------------- |
| ﹠   | U+FE60       | SMALL AMPERSAND                   | 用于东亚排版的全角 CJK 表意文字 | 小写变体形式   |
| ＆   | U+FF06       | FULLWIDTH AMPERSAND               | 对应 & 的全角字符               | 半角及全角字符 |
| ⅋    | U+214B       | TURNED AMPERSAND                  | 反转的 & 符号                   | 类字母符号     |
| 🙰    | U+1F670      | SCRIPT LIGATURE ET ORNAMENT       | ET 连笔装饰字符                 | 装饰符号       |
| 🙱    | U+1F671      | HEAVY SCRIPT LIGATURE ET ORNAMENT | 加粗的 ET 连笔装饰字符          | 装饰符号       |
| 🙲    | U+1F672      | LIGATURE OPEN ET ORNAMENT         | ET 连笔装饰字符                 | 装饰符号       |
| 🙳    | U+1F673      | HEAVY LIGATURE OPEN ET ORNAMENT   | 加粗的 ET 连笔装饰字符          | 装饰符号       |
| 🙴    | U+1F674      | HEAVY AMPERSAND ORNAMENT          | 加粗的 & 装饰字符               | 装饰符号       |
| 🙵    | U+1F675      | SWASH AMPERSAND ORNAMENT          | 花体的 & 装饰字符               | 装饰符号       |

## 计算机使用

### 键盘布局与输入
在  QWERTY键盘布局 中，& 位于 shift + 7，而在  AZERTY键盘布局 中，& 位于 A 的上方。

### 程序语言
此符号在不同计算机程序语言中有不同作用。
1. 在Pascal中，&是八进制整型常量的前缀，如&7表示7 ， &17表示15 ， &177表示127 。
2. 在C语言与C++中，&表示對操作數取地址
3. 在C++中与PHP中，&是引用的標示符
4. 在Visual Basic中&用来连接两个字符串
5. 在類C語言中，&一般是按位元與操作符，&&則是邏輯與操作符

### 标记语言
在 SGML、XML 和 HTML 中，& 用于引入 SGML实体。这类似于一种转义字符，比如：
| 符号         | <     | >     | "      | '      | &     |
| 字符名称引用 | &lt;  | &gt;  | &quot; | &apos; | &amp; |
| 字符编码引用 | &#60; | &#62; | &#34;  | &#39;  | &#38; |

在 TeX 中，& 用于制表符。如果要在 TeX 中显示 &，则要输入 \&。

### 网络标准
URL 语法允许将 query string 追加到 URL 的后面，以将其它信息传递给脚本。此时，& 用于分隔信息。比如：
```
https://zh.wikipedia.org/w/index.php?title=%26&veaction=editsource&action=edit
```

中，title=%26、veaction=editsource 和 action=edit 就是被 & 分隔，并传递给维基百科脚本的信息。

## 外部連結
- 字体的故事：& 的简史与它在设计中应用（页面存档备份，存于）（简体中文）